# Dineh
De Dineh (Dinéh, Diné) of Navajo zijn een volk van Noord-Amerikaanse indianen van wie het grootste deel verblijft in Dinetah (Dinétah), het Four Corners Reservaat in de woestijnstaten van de Verenigde Staten. Bij de volkstelling van 2005 werden 338.443 Dineh geregistreerd in de Verenigde Staten. De naam die de Dineh volgens sommige bronnen van de Spanjaarden kregen en volgens andere bronnen van de Pueblo-volkeren (Navajo zou afgeleid zijn van een woord dat ‘dief van het land’ betekent), is Navajo. Deze naam wordt tegenwoordig nog door veel mensen gebruikt, hoewel het volk zelf de naam Dineh prefereert. De uitspraak is na-WA-cho, de Anglo-Amerikaanse verbastering daarvan is NA-va-ho.

## Geschiedenis
De Dineh stammen samen met de N'de (Apache) af van Athapaskan-volken die de Na-Dené-taal spraken, en nog altijd in Alaska en centraal Canada leven. De naam Dineh lijkt dan ook veel op de benaming die de verwante Chipewyan uit Canada zichzelf gaven: Denesuline. De voorouders van de Dineh en N'de trokken rond 1500 in groten getale naar het diepe zuiden en begonnen een nomadenbestaan te ontwikkelen in de woestijn- en prairiegebieden van Arizona, Utah, New Mexico en Colorado. Oorspronkelijk vormden de Dineh en N'de één volk, maar om onbekende redenen heeft de groep zich gesplitst. Toen de Dineh zichzelf al jaren op de vlakten voorzagen van voedsel door schapen, bizons en landbouw, woonden de N'de nog steeds in de bergen nabij San Francisco.
Vanwege het droge klimaat in de woestijngebieden heeft de landbouw zich voor de Dineh nooit ontwikkeld tot de belangrijkste vorm van bestaan. Het meeste voedsel was afkomstig van de bizon, die over geheel centraal Noord-Amerika voorkwam, en de grote kudden schapen die door de Dineh beheerd werden. Zowel mannen als vrouwen werkten als schaapherders, maar de weinige gewassen die wél verbouwd werden, moesten door de vrouwen verzorgd en geoogst worden. De schaarsheid van water in de regio maakte een nomadenbestaan noodzakelijk. Om aan aanvullende voorzieningen te komen, werden de omliggende dorpen van de Tewa- en Hopi-volken in de oogsttijd met zo’n regelmaat geplunderd, dat de routes van de Dineh in het land zijn uitgesleten als paden.
Net als de N'de, maar in tegenstelling tot de Pueblo, maakten de Dineh geen huizen uit klei, maar woonden ze in hogans. Deze hadden het voordeel dat ze snel ingepakt waren en makkelijk vervoerd konden worden. Normaal gesproken werden de hogans opgezet in canyons of onder steile rotswanden, waar ze moeilijk te zien waren door vijandige verkenners die boven op de heuvels stonden. Het dagelijks bestuur werd geleid door een stamoudste, die advies vroeg aan andere ouderen en de krijgers. Deze konden samen besluiten tot oorlog over te gaan of vrede te sluiten; de grootste tegenstanders van de Dineh waren de Pueblo, met wie veel strijd werd geleverd over de heerschappij over het land en het recht om er op de bizonkuddes te jagen.

### Contact met de kolonisten
De Spaanse kolonisatie van Amerika leidde de conquistadores steeds verder naar het noorden, waar ze uiteindelijk ook in contact kwamen met de 'Navajo'. Van de Spanjaarden kochten de Dineh paarden, en leerden ze hoe ze zilver konden bewerken. Onder invloed van de Spanjaarden gingen de Dineh zich bezighouden met het fokken van schapen en geiten en het verbouwen van tarwen en kweken van fruit. Sommige stammen bereikten een zekere welvaart met veeteelt en weven. De Europeanen introduceerden ook de slavernij in het gebied, waarna de Dineh naar het noorden reisden om  Chaticks-si-Chaticks (Pawnee) mee terug te voeren en te verkopen als slaven.
De Amerikaanse kolonisten die na de Amerikaanse Onafhankelijkheidsverklaring in 1776 het westen van het continent gingen verkennen kwamen ook in contact met de Dineh, maar vanwege de onvruchtbaarheid van hun leefgebied werden ze grotendeels met rust gelaten.

### 1860-1868

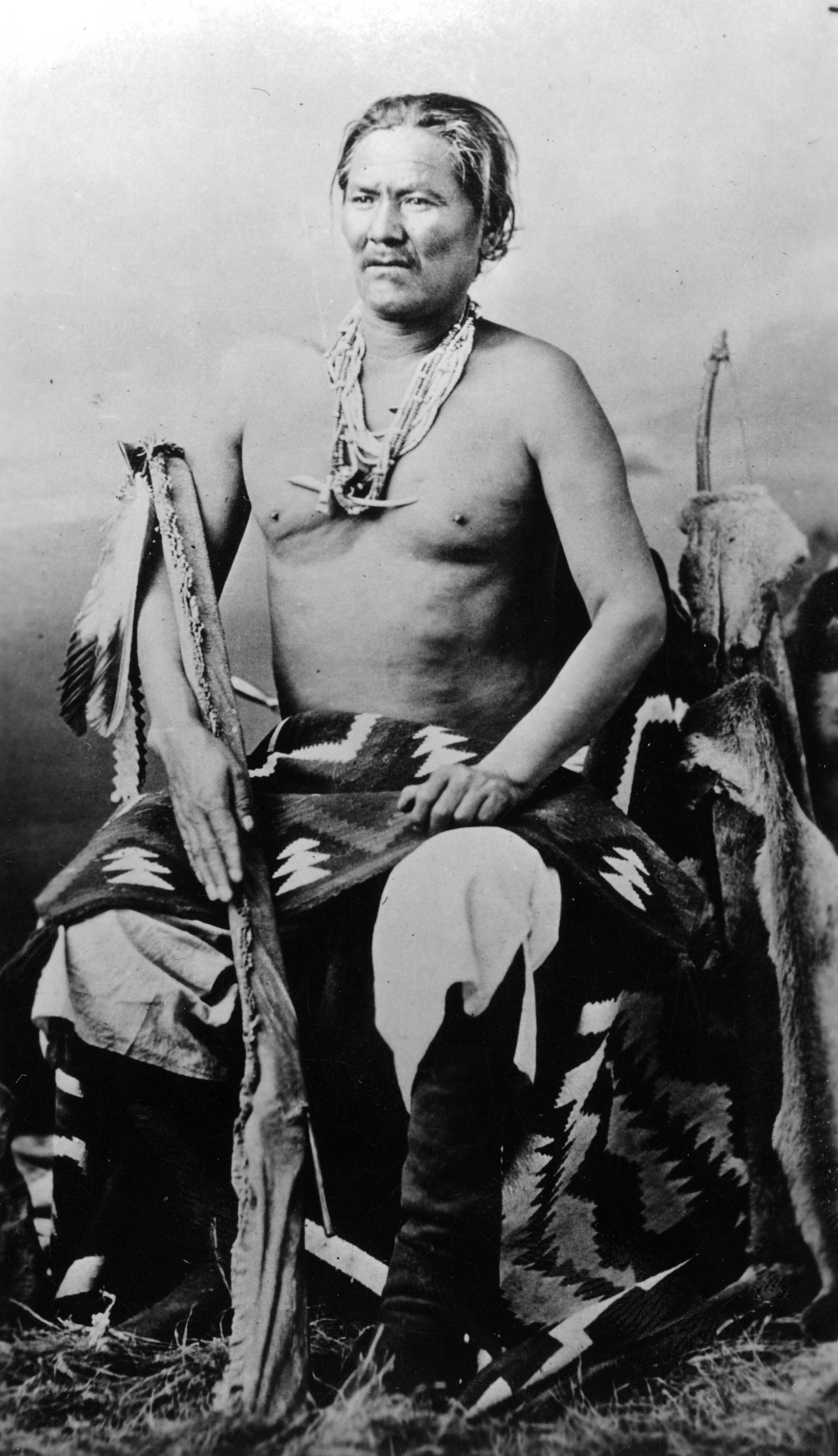
Opperhoofd Manuelito

Na een verkiezing in 1859 werd de veefokker Manuelito het opperhoofd van de Dineh. In 1859 overvielen enige bandeloze Dineh-knapen Amerikaanse burgers in hun gebied en het leger van de Verenigde Staten verbrandde hun hutten en vernietigde het vee van Manuelito en zijn volk en nu was Manuelito arm. Daarop plunderden de Dineh de Mexicanen, die 'zolang men zich kon herinneren' hen overvielen om hun kinderen te stelen en tot slaven te maken. De Dineh namen wraak met rooftochten in Mexico. Omstreeks 1860 waren de Dineh in staat van oorlog met de Amerikanen. Er werden verdragen gesloten tussen de Amerikanen en Dineh-leiders en er kwam een fort, Defiance (later Fort Canby), in de vruchtbare vallei van de Bonito-canyon met een 'agent'. Toen Manuelito's paarden en muilezels op de 'verboden weiden die bij het fort hoorden' graasden, schoten soldaten alle dieren neer. De Dineh overvielen daarop de kudden en voorraden van de soldaten. Soldaten vielen groepen Dineh aan. Manuelito omsingelde 30 april 1860 met bondgenoot Barboncito en meer dan 1000 krijgers Fort Defiance om het weg te vagen. Daarin slaagden ze niet, 's morgens vertrokken ze weer met het idee dat ze de soldaten een lesje hadden geleerd. De aanval werd door de Amerikanen als een oorlogsdaad beschouwd en kolonel Edward Richard Sprigg Canby kwam met 15 compagnieën naar het Chuskagebergte. Er kwam geen rechtstreekse confrontatie en in januari 1861 kwamen de Dineh-leiders Manuelito, Barboncito, Herrero Grande, Armijo, Delgadito en anderen naar het nieuwe Fort Fauntleroy (later Fort Wingate) om kolonel Canby te ontmoeten. Na de onderhandelingen werd op 21 februari 1861 Herrero Grande tot opperhoofd van de Dineh gekozen. Er werd vrede gesloten en de Dineh beloofden ladrones (dieven) uit hun midden te verdrijven.
Er werden vriendschappelijke paardenraces gehouden. Op 22 september 1861 reed Manuelito een wedstrijd tegen een luitenant, maar hij verloor de race omdat zijn teugels waren doorgesneden. Er waren forse weddenschappen afgesloten. De jury van soldaten weigerde de race opnieuw te laten rijden en trok zich terug in het fort. De Dineh gingen er achteraan en een Dineh die de toegangspoort wilde forceren werd neergeschoten. Daarna werden vluchtende Dineh neergeschoten en werd het 'houwitservuur' op hen geopend. 
In de lente van 1862 kwam generaal James Carleton vanuit het westen Nieuw Mexico binnen met de 'Californië-Vrijwilligers'. Carleton had overmatige belangstelling voor het land van de Dineh en de eventuele bodemschatten. Hij wilde vechten met de Dineh en hen onderwerpen. Hij richtte zich eerst tot de Mescalero-Apachen, de 'neven' van de Dineh. Carleton wilde hen doden of gevangen nemen en de overlevenden in een waardeloos reservaat onderbrengen. In de vruchtbare Rio Grande-vallei konden dan nederzettingen komen voor Amerikaanse burgers. Kapitein James Graydon deed zich eerst voor als grote vriend van de Mescalero's door twee stammen vlees en meel te geven, hij kwam hun kamp binnen, schonk drank en schoot hen na afloop allemaal neer. Drie andere stamhoofden bereikten generaal Carleton in Santa Fe, die hen naar het reservaat Bosque Redondo stuurde.
De Dineh zagen wat er met de Mescalero's was gebeurd en 18 stamhoofden trokken naar Santa Fe, maar Manuelito was daar niet bij. Ze zeiden dat ze vreedzame boeren en herders waren en geen oorlog wilden. Carleton had geen vertrouwen in hun woord en wilde een 'garantie' door hun onderdanen onder te laten brengen in Bosque Redondo. In april 1863 begon Carleton voorbereidingen te treffen voor een veldtocht tegen de Dineh. Hij stelde hen 20 juli als ultimatum. Na die dag zou elke Dineh 'als vijand beschouwd en dienovereenkomstig behandeld' worden. Geen enkele Dineh gaf zich over. Carleton gaf Kit Carson, een voormalige vertrouwenspersoon van de Dineh, opdracht een oorlog met hen te beginnen.
Het bolwerk van de Dineh was Canyon de Chelly. Ze weidden er schapen en geiten, verbouwden er maïs, tarwe, fruit en meloenen en hadden er sinds de dagen van de Spanjaarden perzikboomgaarden, meer dan 5000 bomen. Er stroomde overvloedig water en er waren genoeg populieren en buksbomen voor brandhout. De Amerikanen gebruikten Utes als spoorzoekers om de Dineh te vinden. Carson wist dat de Dineh enkel konden worden verslagen door hun oogst en veestapel te vernietigen: het principe van de verschroeide aarde. Majoor Joseph Cummings kreeg opdracht levende have te ontvreemden en maïs en tarwe te verbranden. Hij werd spoedig neergeschoten door een scherpschutter van de Dineh. De Dineh namen een aantal van hun eigen dieren weer terug. Op 18 augustus zette Carleton een prijs op het vee van de Dineh, zodat de soldaten extra werden gestimuleerd om dieren te roven. Ze doodden daarbij enige Dineh en scalpeerden hen zelfs. Carson ging door met het vernietigen van maïsvelden en moestuinen, maar dat ging Carleton niet snel genoeg. In september kondigde hij af dat elke mannelijke Dineh gedood of gevangengenomen moest worden. In de herfst had Carson het grootste deel van de kudden en akkers tussen Fort Canby en Canyon de Chelly verwoest. Delgadito gaf zich door honger gedreven over en vertrok met zijn mensen naar Bosque Redondo. Hij werd er verwend om andere Dineh erheen te lokken. Kit Carson drong de Canyon de Chelly via het westen binnen, kapitein Albert Pfeiffer via het oosten en 14 januari bereikten ze elkaar. Alle bezittingen van de Dineh in de canyon werden verwoest, de prachtige perzikboomgaarden inbegrepen. Uitgehongerde en bevroren Dineh meldden zich bij Fort Wingate en Fort Canby en in maart begon de Lange Tocht van vier tot vijfhonderd kilometer naar het reservaat. Honderden stierven van uitputting, kou, honger en dysenterie.
Uiteindelijk was Manuelito de enige die nog op vrije voeten was. Dineh die het reservaat ontvlucht waren meldden hem dat het leven in het reservaat helemaal niet goed was: het was er verschrikkelijk, 'ze leefden als wolven in holen'. Manuelito leidde een groep van nog ongeveer honderd mannen, vrouwen en kinderen. Carleton gaf bevel Manuelito te arresteren. Toen de oogst in het reservaat in de herfst van 1865 weer mislukt was, kregen de Dineh meel, bloem en spek te eten, dat voor de soldaten was afgekeurd, waardoor het sterftecijfer steeg. Carleton werd openlijk bekritiseerd in Nieuw Mexico om de omstandigheden in Bosque Redondo. Op 1 september 1866 meldde Manuelito zich met 23 uitgeputte krijgers bij Fort Wingate, ze waren in lompen gekleed en uitgemergeld. Carleton werd uit zijn functie ontheven en vervangen door A.B. Norton. Norton liet het reservaat onderzoeken. Door het alkali-gehalte in de grond kon er geen graan verbouwd worden, het water was zwak en brak. Een kwart van de Dineh overleed er aan ziektes. Na twee jaar kwam er 1 juni 1868 een nieuw vredesverdrag met generaal Sherman en konden de Dineh terugkeren naar hun eigen dorpen. Er werden later nieuwe grenzen voor 'het reservaat' vastgesteld en de Dineh verloren daarbij een groot gedeelte van hun weidegrond aan de kolonisten. De Dineh hadden het van alle indianen 'nog het minst slecht getroffen'.

### Na 1900
Rond 1900 werd hen het Four Corners Reservaat toegekend waarbinnen de Dineh min of meer autonoom zijn; de Dineh zijn dankzij de aanwezigheid van steenkool, zilver en uranium binnen hun grenzen potentieel de rijkste inheemse natie binnen de Verenigde Staten.
Het economisch beheer van het territorium is echter in handen van blanke Amerikanen. Deze hebben de landbouwgronden en mijnbouwgebieden verpacht aan grote ondernemingen. Volgens de Navajo zijn de opbrengsten veel te laag, en heeft de uraniumwinning ziektes onder hen veroorzaakt. In de jaren-1960 spanden ze een proces aan, dat vijftig jaar later nog steeds liep toen president Obama de zaak afkocht met een schadevergoeding voor mismanagement van 554 miljoen dollar (bijna 400 miljoen euro).

## Religie

### Liederen
De Dineh kenden een religie die diepgeworteld was in en vrijwel exclusief bestond uit het geloof in de genezende werking van liederen, die vaak gezongen werden door een medicijnman. Men bad niet tot een god of geest, maar zong een bepaald lied om een specifieke ziekte te genezen; de onderwerpen van de liederen hadden vaak een mythische of gebedsachtige achtergrond. Er waren gezangen over de bergen, de bizons, het water en vrijwel alle andere zaken die in het leven van de Dineh belangrijk waren. In een lied wordt bezongen hoe een bepaald aspect van de wereld was ontstaan. Belangrijke verzen worden soms tot wel vier keer herhaald om hun werking te versterken. Tegenwoordig weten we dat er minstens vijfendertig genezingsgezangen geweest zijn, die samen meer dan vijfhonderd liederen bevatten die de medicijnman uit zijn hoofd moest leren.

### Zandschilderingen
Naast de liederen maakten de Dineh ook zandschilderingen gebaseerd op de thema’s uit hun gezang. Zo’n schildering werd met verf gemaakt in het zand en was groot genoeg voor de zieke persoon om in te zitten of te knielen. Binnenin een cirkel werd dan het dier of het voorwerp getekend waarover het lied verhaalde en waaraan de patiënt de genezende krachten moest onttrekken met behulp van het gezang van de medicijnman. Ieder van de vijfendertig liederen had zijn eigen schildering.

### Scheppingsmythe
De Dineh kenden vier tijdperken:
- het Begin vertelt hoe de eerste mensen van de onderwereld opklommen naar de aarde.
- het tweede deel, het 'Tijdperk van de Dierlijke Held', beschrijft hoe de aarde werd ingericht en de avonturen van de eerste bewoners.
- het derde deel, 'het Tijdperk van God (de Yei, geleid door Sprekende God)', vertelt hoe monsters werden verslagen.
- het vierde tijdperk gaat over de ontwikkeling van de natie van de Dineh tijdens de eerste omzwervingen.

## Film
Er zijn verschillende films over de Dineh gemaakt, waaronder Windtalkers en Black Cloud.